# Media Access Control
A MAC, azaz a közeghozzáférés-vezérlő (angolul: Media Access Control) a hét rétegű OSI-modell adatkapcsolati rétegének egy alrétege, aminek az alsó részét képezi. Biztosítja a címzést, és vezérli a közeghozzáférést, ami számos, egy osztott közeget használó (pl. Ethernet), többes hozzáférésű hálózaton belüli csomópont számára teszi lehetővé a kommunikációt. A MAC-alréteget megvalósító hardver a közeghozzáférés-vezérlő.
A MAC-alréteg interfészként működik a logikai kapcsolatvezérlő (LLC) alréteg és a hálózat fizikai rétege között. A MAC-réteg full-duplex logikai kommunikációs csatornaként viselkedik egy többpontú hálózatban, ami biztosíthat unicast, multicast vagy broadcast kommunikációs szolgáltatásokat.

## A MAC-alréteg funkciói
- normál keretek fogadása/küldése
- FCS hozzáfűzése/ellenőrzése
- keretek közötti szünet kikényszerítése
- hibásan formázott keretek elvetése
- fej- és farokrész hozzáfűzése/eltávolítása
- fél-duplex kompatibilitás: MAC cím hozzáfűzése/eltávolítása

A 100 Mbit/s vagy gyorsabb MAC rétegekben a MAC-címet nem a MAC-réteg kezeli, mivel ez lehetetlenné tenné az IP megvalósítását, mert az ARP protokollnak hozzá kell férnie a MAC-címhez.

## Fordítás
Ez a szócikk részben vagy egészben  a   Media access control című angol Wikipédia-szócikk fordításán alapul.  Az eredeti cikk szerkesztőit annak laptörténete sorolja fel. Ez a jelzés csupán a megfogalmazás eredetét és a szerzői jogokat jelzi, nem szolgál a cikkben szereplő információk forrásmegjelöléseként.